# قرار مجلس الأمن التابع للأمم المتحدة رقم 737
قرار مجلس الأمن التابع للأمم المتحدة رقم 737، المعتمد بدون تصويت في 29 يناير 1992، وبعد النظر في طلب جمهورية أوزبكستان الانضمام إلى عضوية الأمم المتحدة، أوصى المجلس الجمعية العامة للأمم المتحدة بقبول أوزبكستان.